# Doktor Who – seria 13 (2021)
Trzynasta seria nowej wersji (chronologicznie 39.) brytyjskiego serialu science-fiction pt. Doktor Who zaplanowana na 2021 rok i mająca składać się z sześciu odcinków. Producentami wykonawczymi tej serii są Chris Chibnall i Matt Strevens. Z serią związane są także trzy odcinki specjalne. 
Jest to trzecia i ostatnia seria, w której w roli Doktora występuje Jodie Whittaker. W roli towarzyszy Doktora występują John Bishop jako Dan Lewis oraz Mandip Gill jako Yasmin Khan. 

## Obsada
W styczniu 2020 roku w wywiadzie dla Entertainment Weekly Jodie Whittaker potwierdziła, że jej kontrakt obejmuje co najmniej jeszcze jedną serię. Na początku stycznia 2021 pojawiły się niepotwierdzone informacje, że Whittaker zamierza opuścić serial wraz z końcem serii trzynastej; BBC postanowiło nie odnosić się w żaden sposób do tych pogłosek. 29 lipca BBC oficjalnie poinformowało, że Whittaker opuści serial po trzech odcinkach specjalnych wyemitowanych po poprzedzającej je serii trzynastej. 
Mandip Gill powraca do roli Yasmin Khan. Bradley Walsh i Tosin Cole zdecydowali się na opuszczenie serialu w odcinku specjalnym Rewolucja Daleków, poprzedzającym serię trzynastą.
Do obsady w roli towarzysza dołącza John Bishop jako Dan Lewis.
Do obsady tej serii dołączył także Jacob Anderson, który został obsadzony w roli postaci o imieniu Vinder.

## Odcinki
| N/o  | # | Tytuł                    | Tytuł polski             | Reżyseria          | Scenariusz                     | Uwagi          | Premiera (BBC)       | Premiera w Polsce (BBC First) |
| ---- | - | ------------------------ | ------------------------ | ------------------ | ------------------------------ | -------------- | -------------------- | ----------------------------- |
| 297a | 1 | The Halloween Apocalypse | Halloweenowa Apokalipsa  | Jamie Magnus Stone | Chris Chibnall                 | 49 minut       | 31 października 2021 | 19 listopada 2021             |
| 297b | 2 | War of the Sontarans     | Wojna Sontaran           | Jamie Magnus Stone | Chris Chibnall                 | 59 minut       | 7 listopada 2021     | 26 listopada 2021             |
| 297c | 3 | Once, Upon Time          | Od czasu do czasu        | Azhur Saleem       | Chris Chibnall                 | 49 minut       | 14 listopada 2021    | 3 grudnia 2021                |
| 297d | 4 | Village of the Angels    | Wioska Aniołów           | Jamie Magnus Stone | Chris Chibnall Maxine Alderton | 56 minut       | 21 listopada 2021    | 10 grudnia 2021               |
| 297e | 5 | Survivors of the Flux    | Ci, którzy przetrwali    | Azhur Saleem       | Chris Chibnall                 | 50 minut       | 28 listopada 2021    | 17 grudnia 2021               |
| 297f | 6 | The Vanquishers          | Pogromcy                 | Azhur Saleem       | Chris Chibnall                 | 59 minut       | 5 grudnia 2021       | 24 grudnia 2021               |
| 298  | – | Eve of the Daleks        | Sylwester Daleków        | Annetta Laufer     | Chris Chibnall                 | 58 minut       | 1 stycznia 2022      | 9 stycznia 2022               |
| 299  | – | Legend of the Sea Devils | Legenda Morskich Diabłów | Haolu Wang         | Chris Chibnall & Ella Road     | 50 minut       | 17 kwietnia 2022     | 4 czerwca 2022                |
| 300  | – | The Power of the Doctor  | Potęga Doktora           | Jamie Magnus Stone | Chris Chibnall                 | pełnometrażowy | 23 października 2022 | 23 października 2022          |

## Produkcja
Plany powstania serii trzynastej zostały ogłoszone przez Chrisa Chibnalla w listopadzie 2019 roku, jeszcze przed premierą serii dwunastej. Chibnall nadal pozostaje na stanowisku showrunnera. Rolę drugiego showrunnera pełni Matt Strevens. 29 lipca poinformowano, że będzie to ostatnia seria, w której Chibnall będzie sprawował tę rolę. 
W lutym 2020 roku producentka Tracie Simpson wypowiedziała się, że pre-produkcja serii trzynastej rozpocznie się zaraz po zakończeniu prac nad serią dwunastą.
W związku z regulacjami wprowadzonymi z powodu pandemii obsada produkcyjna zdecydowała o skróceniu serii z jedenastu odcinków do ośmiu, o czym poinformowano w listopadzie 2020 roku. Jednakże pod koniec lipca 2021 BBC poinformowało, że seria będzie składać się z sześciu odcinków, a po niej zostaną wyemitowane trzy odcinki specjalne. Chibnall potwierdził także, że seria będzie jedną sześcio-częściową historią.

### Scenariusz i reżyseria
W kwietniu 2020 roku Chibnall potwierdził, że tworzenie scenariuszy do odcinków serii trzynastej w trakcie pandemii odbywało się zdalnie.
Jamie Magnus Stone oraz Azhur Saleem wyreżyserowali po trzy odcinki serii każdy.

### Zdjęcia
Rozpoczęcie zdjęć zostało pierwotnie przewidziane na wrzesień 2020. Później rozpoczęcie zdjęć do tego sezonu zostało przesunięte na bliżej niesprecyzowany termin ze względu na pandemię koronawirusa.
Ostatecznie zdjęcia rozpoczęły się w listopadzie 2020 i zaplanowano wówczas, że potrwają 10 miesięcy. Na początku sierpnia pojawiły się informacje, że zakończono zdjęcia zarówno do sześciu odcinków serii trzynastej jak i dwóch odcinków specjalnych.
13 października 2021 roku w Roath Lock Studios nakręcono ostatnią scenę z Jodie Whittaker w roli Doktora i była to scena regeneracji. Zdjęcia do ostatniego z odcinków specjalnych zakończono następnego dnia w Cardiff.

## Promowanie sezonu
W ramach promowania nadchodzącej serii 6 października 2021 wyświetlono w Liverpoolu ogromną projekcję statku kosmicznego. 9 października 2021 BBC opublikowało zwiastun serii, a także ujawniło datę premiery serii trzynastej.

## Emisja
W październiku 2019 roku podano do wiadomości, że BBC zawiązało umowę z HBO Max w sprawie emisji Doktora Who przez trzy kolejne serie – od dwunastej do czternastej.
Premiera serii przewidziana została na 2021 rok. Pierwszy odcinek serii został wyemitowany na BBC One 31 października 2021, natomiast szósty (ostatni) 5 grudnia 2021. Sześć odcinków serii występuje pod wspólnym podtytułem Flux. Seria została wyświetlona także w Stanach Zjednoczonych na kanale BBC America, a także została udostępniona na platformie AMC+; w Australii seria trzynasta miała swoją premierę za pośrednictwem platformy ABC iview oraz wyświetlona została na kanale ABC TV Plus. W Polsce seria miała swoją premierę na kanale BBC First 19 listopada 2021.
Premiera odcinków specjalnych została przewidziana na kolejno 1 stycznia 2022, wiosnę 2022 oraz jesień 2022; ostatni z odcinków specjalnych zostanie wyemitowany z okazji obchodów 100-lecia istnienia BBC.
Odcinek specjalny Sylwester Daleków obejrzało 4,4 miliona widzów, odcinek Legenda Morskich Diabłów obejrzało 3,47 miliona widzów, a odcinek Potęga Doktora obejrzało 5,3 miliona w Wielkiej Brytanii.

## Oceny krytyków
Seria została stosunkowo pozytywnie przyjęta przez krytyków. W serwisie Rotten Tomatoes seria otrzymała od krytyków 80% świeżości na podstawie 46 recenzji. W serwisie Metacritic średnia ocena krytyków tego sezonu wyniosła 68 na 100 punktów na podstawie sześciu recenzji.
Widzowie z kolei serię odebrali negatywnie. W serwisie Metacritic średnia ocena widzów tego sezonu wyniosła 3,9 na 10 punktów na podstawie 12 recenzji. Użytkownicy serwisu Rotten Tomatoes ocenili serię na 33% świeżości na podstawie 343 recenzji.